# Miethöhegesetz
Das Miethöhegesetz (MHG), amtlich Gesetz zur Regelung der Miethöhe, war ein deutsches Gesetz für das Mietrecht im frei finanzierten Wohnungsbau. Das MHG trat am 1. Januar 1975 in Kraft und enthielt Vorschriften zur Erhöhung des Mietzinses, etwa nach einer Modernisierung oder bis zu dem in der Gemeinde üblichen Entgelt sowie für die  Betriebskosten und deren Vorauszahlung.
In dem in Artikel 3 des Einigungsvertrages genannten Gebiet galten in den 1990er Jahren gem. § 12 MHG bestimmte Sonderregelungen.
Mit Wirkung zum 1. September 2001 wurde das MHG aufgehoben.  Sein Regelungsgehalt wurde in das BGB integriert und bundesweit einheitlich geregelt.
Im BGB stehen die für Miete relevanten Vorschriften ab § 535 BGB, die Vorschriften über die Miethöhe finden sich in den § 557 bis § 561 BGB.
Das Wohnungsbindungsgesetz enthält die für den öffentlich geförderten Wohnraum geltenden Vorschriften über die zulässige Höhe der Kostenmiete und deren Erhöhung (§§ 8 ff. WoBindG).